# Коридорас Бонда
Коридорас Бонда (Corydoras bondi) — вид сомоподібних риб з роду Коридорас підродини Corydoradinae родини Панцирні соми. Інша назва «чорносмугий коридорас».

## Опис
Загальна довжина сягає 4-5 см. Голова невеличка. Очі помірного розміру, трохи опуклі. Рот нахилено додолу. Є 3 пари маленьких вусів. Тулуб короткуватий, стрункий. Спинний плавець дещо високий. Жировий плавець маленький. Грудні та черевні плавці невеличкі. Анальний плавець у передній частині витягнуто донизу. Хвостовий плавець сильно виїмчастий, лопаті порівняно великі.
Голова і спина коричневого кольору з невеличкими чорними плямочками. Тулуб має жовтувато-сріблясте забарвлення, черево — біле. Майже з середини тіла до основи хвостового плавця проходить чорна смуга (з обох боків)

## Спосіб життя
Є демерсальною рибою. Воліє до прісної води. Вдень ховається серед водоростей. Активна у присмерку та вночі. Живиться хробаками, донними ракоподібними, комахами та рослинними речовинами. Полює на здобич біля дна.
Парування відбувається у невеличких водоймах. Самиця тримає 2—4 яйця між її черевними плавниками, де самець запліднює їх протягом приблизно 30 секунд. Тільки тоді самиця запливає до обраного місця серед рясної рослинності, де вона прикріплює дуже липні яйця. Пара повторює цей процес до тих пір поки до 100 ікринок не буде запліднено. Кладка не охороняється. Інкубаційний період триває 3—4 дні.
Є важливим об'єктом комерційної акваріумної індустрії.

## Розповсюдження
Поширено у басейнах річок Рупунуні і Корантіхн (Гаяна і Суринам), Юруарі (Венесуела). Є відомості про цього коридораса в річці Мачадо (північна Бразилія).